# VFH算法
Vector Field Histogram算法，简称VFH算法，直译为“方向区间柱图法”。是一种由人工势场法改进而来的机器人导航算法。

## 人工势场法的局限性
由于人工势场法无法很好地处理在目标点附近的陷阱干扰问题，因此Johann Borenstein和Yoram Koren在1991年提出了VFH算法。

## 算法核心思想
算法会计算各个方向的行进代价，该方向的障碍越多，代价越高，并且会累加该方向不同距离的障碍物（根据距离，权重不同）。
根据不同方向的行进代价，可以直观的用一个柱状图表示。横坐标为0-360度的方向，纵坐标是该角度下的行进代价。柱状图越高，表示向该方向行进的代价越高，也表明越不可能通过。
理论上，这个柱状图低的区域是便于行进的，但可能会偏离目标方向，因此，需要一个平衡函数来平衡行进代价和目标方向。最终，会选择一个相对最适宜的方向行进。于是这个函数便是整个算法的核心。

## 最新研究进展
最新的VFH改进算法有VFH+,VFH*。其中后者的星号源自A*搜寻算法，顾名思义，该算法引入了A*搜寻算法，将两者的优点结合起来。